# 自衛隊福島地方協力本部
自衛隊福島地方協力本部（じえいたいふくしまちほうきょうりょくほんぶ、Fukusima Provincial Cooperation Office）は、福島県福島市花園町5-46福島第二地方合同庁舎2階に本部が所在する自衛隊地方協力本部のひとつである。

## 概要
陸・海・空自衛隊共同の機関だが、平素は陸上自衛隊の東北方面総監の指揮監督下にある。防衛省・自衛隊の総合窓口として福島県内を管轄する。

## 沿革
自衛隊福島地方連絡部
- 1956年（昭和31年）8月1日：自衛隊福島地方連絡部が編成される[2]。

自衛隊福島地方協力本部
- 2006年（平成18年）7月31日：自衛隊福島地方協力本部に改編される。
- 2023年（令和05年）7月16日：本部庁舎が福島第二地方合同庁舎に移転[1]。

## 編成
- 総務課（業務全般の管理運営・支援業務の統括、会計に関する業務）
- 募集課（自衛官の募集・採用に関する業務）
  - 募集班
  - 業務班
  - 広報班（自衛隊のイベント等、広報に関する業務）
- 援護課
  - 予備自衛官室（予備自衛官等の管理に関する業務）
  - 援護班（退職自衛官の再就職援護に関する業務）
  - 福島地区援護センター：福島駐屯地内（退職自衛官の就職支援等）
  - 郡山地区援護センター：郡山駐屯地内（退職自衛官の就職支援等）

装備車両表示は「福地本」

## 出先機関
- 福島募集案内所　担当地区：福島市、伊達市、二本松市、本宮市、川俣町、国見町、桑折町、大玉村
- いわき地域事務所　担当地区：いわき市
- 郡山地域事務所　担当地区：郡山市、須賀川市、田村市、三春町、小野町、天栄村
- 相双地域事務所　担当地区：南相馬市、相馬市、浪江町、双葉町、大熊町、富岡町、新地町、楢葉町、広野町、飯舘村、葛尾村、川内村
- 白河地域事務所　担当地区：白河市、矢祭町、塙町、棚倉町、浅川町、古殿町、石川町、鏡石町、矢吹町、玉川村、平田村、鮫川村、西郷村、泉崎村、中島村
- 会津若松出張所　担当地区：会津若松市、喜多方市、下郷町、会津美里町、会津坂下町、西会津町、柳津町、金山町、三島町、南会津町、只見町、磐梯町、猪苗代町、北塩原村、昭和村、檜枝岐村、湯川村

## 主要幹部
| 官職名                   | 階級          | 氏名     | 補職発令日     | 前職                               |
| ------------------------ | ------------- | -------- | -------------- | ---------------------------------- |
| 自衛隊福島地方協力本部長 | 1等陸佐（二） | 松元三展 | 2025年08月01日 | 東北方面航空隊長 兼 霞目駐屯地司令 |

| 代 | 階級    | 氏名       | 在職期間                                                    | 出身校・期              | 前職                                      | 後職                                                |
| -- | ------- | ---------- | ----------------------------------------------------------- | ----------------------- | ----------------------------------------- | --------------------------------------------------- |
| 01 | 2等海佐 | 島田喜与三 | 1956年08月01日 - 1959年03月16日 ※1958年02月16日 1等海佐昇任 | 海兵62期                | （2等海佐）                               | 横須賀補充部付 →1959年6月1日 横須賀防備隊司令       |
| 02 | 1等陸佐 | 杉本保次   | 1959年03月17日 - 1960年11月27日                             | 陸士44期                | 第20普通科連隊長                          | 陸上自衛隊高射学校勤務                              |
| 03 | 2等陸佐 | 中村豊     | 1960年11月28日 - 1963年07月31日                             | 早稲田大学 昭和12年卒   | 陸上自衛隊東北地区補給処総務部長          | 大宮駐とん地業務隊長                                |
| 04 | 1等陸佐 | 川口正義   | 1963年08月01日 - 1966年07月15日                             | 陸士47期・ 陸大59期     | 陸上自衛隊幹部学校研究員                  | 東部方面総監部付 →1967年2月7日 停年退官             |
| 05 | 2等陸佐 | 東条貞介   | 1966年07月16日 - 1970年07月15日 ※1968年07月01日 1等陸佐昇任 | 会津中学                | 第5戦車大隊長 兼 鹿追駐屯地司令           | 自衛隊福島地方連絡部勤務                            |
| 06 | 1等陸佐 | 渡部豊喜   | 1970年07月16日 - 1972年03月15日                             | 陸士56期                | 東北方面総監部第1部勤務                   | 東北方面総監部総務課長                              |
| 07 | 1等陸佐 | 今井寛秀   | 1972年03月16日 - 1974年03月15日                             | 陸航士55期              | 陸上自衛隊幹部学校勤務                    | 東部方面総監部付 →1974年7月27日 停年退官            |
| 08 | 1等陸佐 | 片平胞吉   | 1974年03月16日 - 1978年03月15日                             | 清高船 昭和20年卒       | 秋田駐とん地業務隊長                      | 第2施設団本部勤務                                   |
| 09 | 1等陸佐 | 原豊       | 1978年03月16日 - 1979年07月31日                             | 山口経専 昭和23年卒     | 第18普通科連隊長                          | 東北方面総監部監察官                                |
| 10 | 1等海佐 | 鈴木克男   | 1979年08月01日 - 1981年07月31日                             | 防大2期                 | 海上幕僚監部防衛部防衛課勤務              | 自衛艦隊司令部付 →1981年9月1日 プログラム業務隊司令 |
| 11 | 事務官  | 鈴木正孝   | 1981年08月01日 - 1983年07月03日                             | 中央大学 昭和39年卒     | 防衛局計画官付システム分析室長            | 装備局通信課長                                      |
| 12 | 1等陸佐 | 當山慶三   | 1983年07月04日 - 1985年08月07日                             | 早稲田大学 昭和31年卒   | 東北方面総監部人事部募集課長              | 武山駐屯地業務隊長                                  |
| 13 | 1等陸佐 | 細谷集三   | 1985年08月08日 - 1987年08月01日                             | 防大1期                 | 陸上自衛隊高射学校第1教育部長             | 退職（陸将補昇任）                                  |
| 14 | 1等陸佐 | 小関隆久   | 1987年08月01日 - 1989年07月31日                             | 防大6期                 | 第9特科連隊長 兼 岩手駐屯地司令           | 第1特科団副団長                                     |
| 15 | 1等陸佐 | 河合義昭   | 1989年08月01日 - 1991年07月31日                             | 37期幹候（I）           | 陸上幕僚監部監理部総務課庶務室長          | 陸上幕僚監部装備部輸送課長                          |
| 16 | 1等陸佐 | 福井孝三   | 1991年08月01日 - 1993年06月30日                             | 熊本商科大学 昭和42年卒 | 陸上幕僚監部防衛部運用課通信班長          | 陸上幕僚監部装備部通信電子課長                      |
| 17 | 1等陸佐 | 横山一     | 1993年07月01日 - 1995年07月31日                             | 防大15期                | 陸上幕僚監部防衛部運用課 運用第1班長      | 第7普通科連隊長 兼 福知山駐屯地司令                 |
| 18 | 1等陸佐 | 池田順一郎 | 1995年08月01日 - 1997年12月07日                             | 防大13期                | 陸上自衛隊幹部学校主任研究開発官          | 第9師団司令部幕僚長                                 |
| 19 | 1等陸佐 | 小池保治   | 1997年12月08日 - 2001年01月10日                             | 防大17期                | 第25普通科連隊長 兼 遠軽駐屯地司令        | 第4師団司令部幕僚長                                 |
| 20 | 1等空佐 | 山内賢二   | 2001年01月11日 - 2003年03月31日                             | 防大19期                | 第1航空団基地業務群司令                   | 航空自衛隊幹部学校 情報主任研究開発官               |
| 21 | 1等空佐 | 松原準一   | 2003年04月01日 - 2005年03月31日                             | 防大20期                | 情報本部勤務                              | 航空支援集団司令部総務部長                          |
| 22 | 1等陸佐 | 中川公太郎 | 2005年04月01日 - 2006年12月05日                             | 法政大学 昭和52年卒     | 東北方面武器隊長                          | 陸上自衛隊東北補給処副処長                          |
| 23 | 1等陸佐 | 武谷博文   | 2006年12月06日 - 2008年11月30日                             | 防大26期                | 陸上幕僚監部人事部 厚生課給与室長         | 陸上自衛隊富士学校企画室長                          |
| 24 | 1等陸佐 | 馬塲清美   | 2008年12月01日 - 2010年11月30日                             | 防大28期                | 中部方面通信群長                          | 陸上幕僚監部装備部 通信電子課長                     |
| 25 | 1等陸佐 | 安田孝仁   | 2010年12月01日 - 2012年12月03日                             | 防大27期                | 陸上自衛隊幹部候補生学校学生隊長          | 青森駐屯地業務隊長                                  |
| 26 | 1等陸佐 | 中村浩之   | 2012年12月04日 - 2014年07月31日                             | 防大29期                | 第6高射特科群長 兼 八重瀬分屯地司令       | 第2高射特科団副団長                                 |
| 27 | 1等陸佐 | 榑林寿弘   | 2014年08月01日 - 2016年03月22日                             | 北海学園大学 平成3年卒  | 陸上幕僚監部運用支援・情報部付            | 陸上自衛隊化学学校教育部長                          |
| 28 | 1等陸佐 | 川野静生   | 2016年03月23日 - 2018年07月31日                             | 防大34期                | 第8高射特科群長 兼 青野原駐屯地司令       | 第2高射特科団副団長                                 |
| 29 | 1等陸佐 | 神田謙     | 2018年08月01日 - 2021年03月14日                             | 防大34期                | 陸上自衛隊高射学校第1教育部長             | 東部方面混成団副団長                                |
| 30 | 1等陸佐 | 岡本良貴   | 2021年03月15日 - 2023年07月31日                             | 防大33期                | 防衛大学校訓練部訓練課長                  | 退職（陸将補昇任）                                  |
| 31 | 1等陸佐 | 栗木茂幸   | 2023年08月01日 - 2025年07月31日                             | 防大39期                | 陸上自衛隊教育訓練研究本部研究部 総括室長 |                                                     |
| 32 | 1等陸佐 | 松元三展   | 2025年08月01日 -                                            | 防大43期                | 東北方面航空隊長 兼 霞目駐屯地司令        |                                                     |